# آغ داغ
آغ داغ یا آق داغ با ۳۳۰۶ متر ارتفاع، مرتفع‌ترین قله رشته‌کوه بزقوش (در استان آذربایجان شرقی) است.